# Dàrdan Asclepíades
Dardà Asclepíades (en grec antic: Δάρδανος, llatí: Dardanus) fou el llegendari quart descendent d'Asclepi, fill de Sòstrat i pare de Crisamis. Hauria viscut en el segle xi aC, segons Joan Tzetzes.